# Abondance
Abondance (literalmente; abundância) comuna francesa no departamento da Alta Saboia, região de Auvérnia-Ródano-Alpes, e que está fortemente ligad  à Abadia de Abondance, é o chef-lieu de um cantão francês.

## Geografia
Está situada na parte alta do Chablais Saboiardo entre 840 e 2 420 me de altitude, onde fica o vale de Abondance e onde corre a ribeira Dranse de Abondance que se lança no lago Lemano.

## Arquitectura

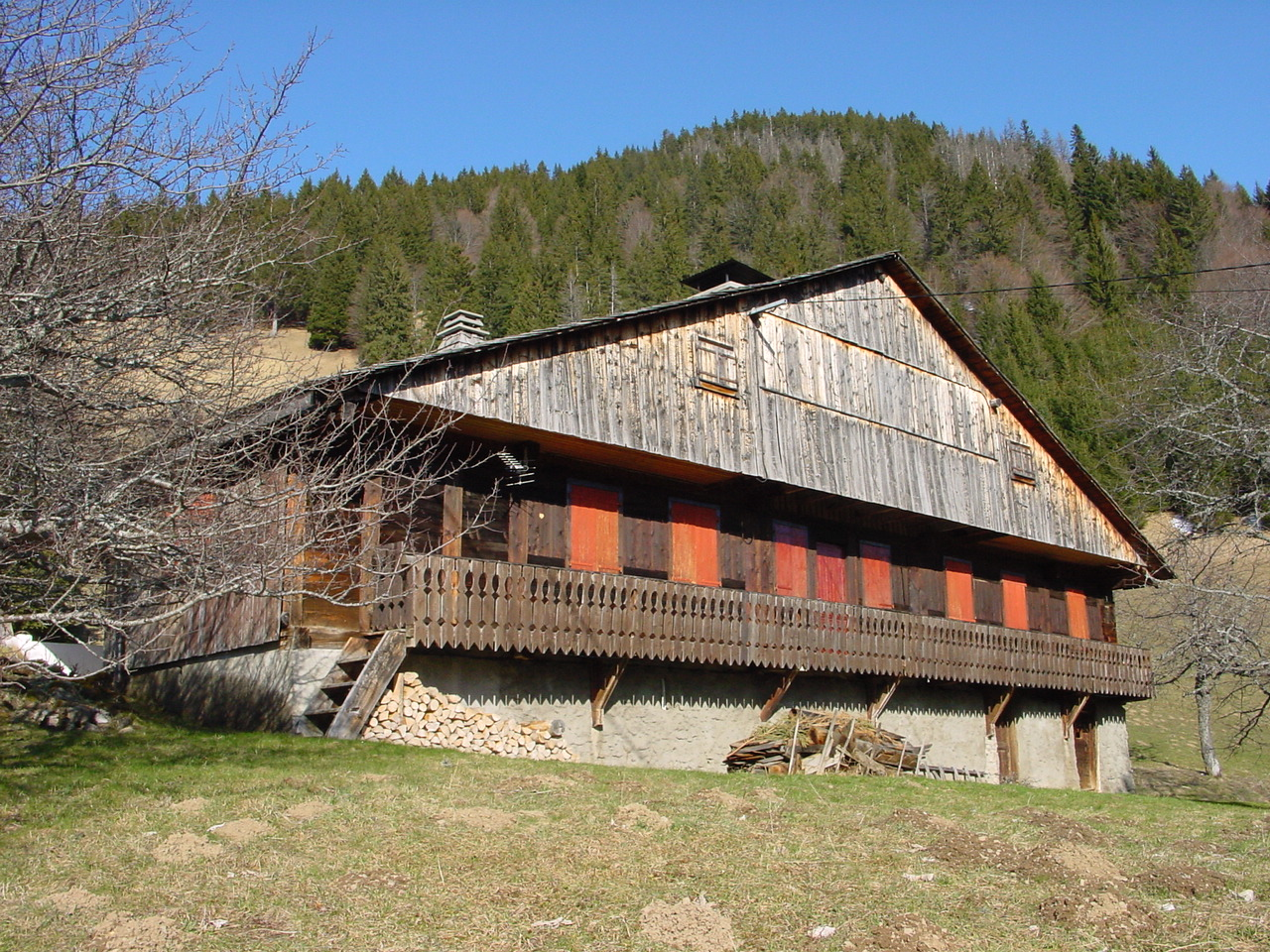
Um chalet de Abondance

Região de montanha, tem uma construção tradicional dos chalets que são de grandes dimensões com uma comprida varanda que percorre toda a parte habitacional do 1ro andar voltada a sul, e onde o rés-do-chão serve de estábulo. O telhado é recoberto de tavaillons ou sejam, lâminas de madeira usadas como telhas o que é evidente numa região de montanha cheia de pinheiros, ou então de ardósia.

## Economia
Principalmente agrícola, a região está na origem da raça bovina de Abondance e por essa razão o queijo de Abondance.

## Desporto
Abondance  uma das 12 estações que fazem parte do domínio esquiável das Portes du Soleil.